# 羅拔圖·洛錫迪
羅拔圖·洛錫迪（Roberto Rosetti，1967年9月18日—），是一名意大利足球裁判，正職是一間醫院的行政人員。
洛錫迪的母親是克羅地亞人。洛錫迪懂流利的意大利語、法語和英語，因此是執法國際大賽的熱門人選，曾執法歐洲冠軍聯賽、洲際國家盃、歐洲國家盃、世界盃等。
洛錫迪於1983年開始擔任球證，在1996年獲得執法國家最高級別聯賽－意大利甲組聯賽資格，在2002年成為國際球證，可執法大型國際賽事。
洛錫迪曾入選為2006年世界盃的23人裁判名單，其後洛錫迪被選為12位可執法最後8場賽事的球證，但因有4隊歐洲球隊進入準決賽，因避嫌，他並沒有執法這裡任何一場。本屆世界盃，洛錫迪一場賽事平均發出3.75張黃牌，是發牌次數第二少的球證。
洛錫迪亦入選了2008年歐洲國家盃的12人球證名單，他執法了揭幕戰瑞士對捷克的賽事、D組希臘對俄羅斯和半準決賽中克羅地亞對土耳其賽事。意大利隊出局後，歐洲足協決定安排洛錫迪執法本屆決賽。
2010年罗塞蒂成为了南非世界杯的主裁之一，但是本届世界杯他也犯下了足以改变比赛进程的误判，在阿根廷对阵墨西哥的1/8决赛中罗塞蒂将阿根廷的越位进球算作有效，之后还做出了对墨西哥对的几次不利判罚，最终心智全无的墨西哥输掉了这场比赛，赛后国际足联承认这次误判事故，取消了犯下大错的罗塞蒂和豪尔赫·拉里昂达等四名裁判执法后面比赛的资格。
洛錫迪的正職是一所醫院的行政人員，他熱愛網球和閱讀。